# Pacto de Ochomogo
El Pacto de Ochomogo fue un acuerdo suscrito entre José Figueres Ferrer líder del Movimiento de Liberación Nacional y Manuel Mora Valverde líder del Partido Vanguardia Popular en el contexto de la Guerra Civil de Costa Rica de 1948 que puso fin a la misma.
Las fuerzas marxistas representadas por el Partido Vanguardia Popular habían participado en la lucha armada como aliados del gobierno de Teodoro Picado Michalski. Figueres se reunió con Manuel Mora Valverde, líder de dichas fuerzas, en el Alto de Ochomogo. Figueres acepta las propuestas del licenciado Manuel Mora Valverde, que eran mantener las garantías sociales. Figueres además manifiesta que las mismas deben mejorarse. El 20 de abril de 1948 el presidente Teodoro Picado Michalski entrega el poder al tercer designado: el ingeniero Santos León Herrera. Y el 27 de abril José Figueres Ferrer entra a la ciudad capital.
Posteriormente el pacto fue incumplido y los comunistas fueron perseguidos, encarcelados, exiliados e incluso muertos (ver Asesinatos del Codo del Diablo); muchos empleados públicos simpatizantes del gobierno despedidos indiscriminadamente; la Central General de Trabajadores de influencia comunista disuelta y el Partido Vanguardia Popular de los comunistas, ilegalizado.
El Pacto y la controversia alrededor del mismo causaría un cisma dentro de la izquierda costarricense. El secretario general del Partido Comunista Arnoldo Ferreto lo denunciaría como una traición de Mora, mientras Mora se defendería alegando que fue engañado por Figueres. Aun así la fractura dentro del comunismo costarricense nunca se recuperó.